# Sieben Weise von Griechenland
Die Sieben Weisen (altgriechisch οἱ ἑπτὰ σοφοί hoi heptá sophói; DK 10) sind eine von der Nachwelt so bezeichnete Gruppe von Persönlichkeiten des öffentlichen Lebens in der griechischen Antike (spätes 7. und 6. Jahrhundert v. Chr.).
Die überlieferten Listen nennen teilweise verschiedene Personen. Die Sieben Weisen waren insbesondere durch ihre Weisheitssprüche bekannt. Die meisten von ihnen waren Staatsmänner; als solche genossen sie hohes Ansehen. Sie gehörten der Epoche der vorsokratischen Philosophie an, waren aber großenteils nicht oder nicht in erster Linie Philosophen im engeren Sinne des Begriffs. Da sie als Zeitgenossen galten, wurden ihnen Zusammenkünfte zugeschrieben.

## Zugehörigkeit
Bei Platon sind die Sieben Weisen erstmals ausdrücklich erwähnt. In seinem Dialog Protagoras (343a) zählt er sie auf:
- Thales von Milet
- Pittakos von Mytilene
- Bias von Priene
- Solon von Athen
- Kleobulos von Lindos
- Myson von Chenai (oder Chen)
- Chilon von Sparta

Strittig ist, ob die Idee einer solchen Liste von Sieben von Platon selbst stammt oder ob er sich auf eine volkstümliche Überlieferung des sechsten oder frühen fünften Jahrhunderts stützte. Die einzelnen Namen kommen auch in älteren Quellen vor, die meisten bereits bei Herodot, doch erscheinen sie dort noch nicht als Gruppe.
Prominent waren vor allem Thales als Naturphilosoph und Mathematiker und Solon als Gesetzgeber. Alle Listen nennen Thales, Solon, Bias und Pittakos, die meisten auch Kleobulos und Chilon. Myson war für die Nachwelt eine blasse Figur und stammte aus einem unbekannten Dorf. Vermutlich aus diesem Grund wurde er in einer Liste, die erstmals bei Demetrios von Phaleron, einem Schüler des Aristoteles, auftaucht, durch Periandros von Korinth ersetzt. Nach einer anderen, schon in der Antike vertretenen Hypothese ersetzte umgekehrt Platon den in einer Urversion bereits vorhandenen, aber wegen seiner Tyrannenherrschaft politisch missliebigen Periandros durch Myson. Die Liste des Demetrios, bestehend aus Thales, Pittakos, Bias, Solon, Kleobulos, Chilon und Periandros, fand in der Antike die weiteste Verbreitung, und ist die heute noch gängige.
Daneben kursierten noch andere Listen, die statt Myson bzw. Periandros und teilweise auch statt Chilon und Kleobulos andere Namen enthielten. Mitunter wurden folgende Persönlichkeiten zu den Sieben Weisen gezählt:
- Epimenides
- Anacharsis
- Leophantos
- Aristodemos
- Pherekydes von Syros
- Pythagoras von Samos
- Anaxagoras
- Akusilaos von Argos
- Lasos aus Hermione
- Orpheus
- Epicharmos
- Peisistratos
- Linos
- Pamphilos

Vereinzelt wurden auch noch weitere Namen genannt.

## Maximen und Sprüche

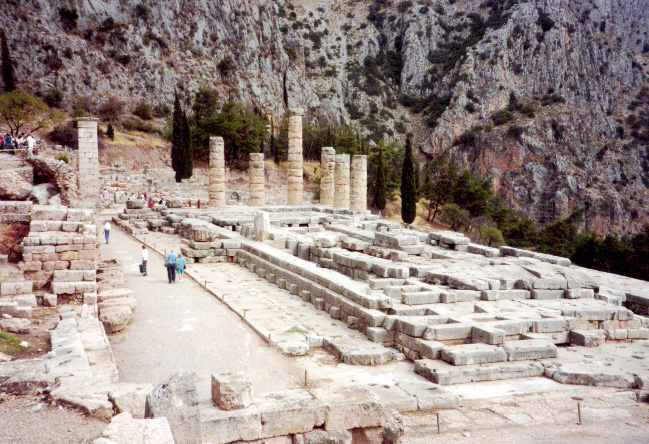
Tempel des Apollon in Delphi

Neben ihren politischen Verdiensten um ihre Heimatstädte trugen zum Ruhm der Weisen besonders die Maximen und Weisheitssprüche bei, die ihnen zugeschrieben wurden. Redner zitierten sie in der Politik und vor Gericht. Schon Platon lobte die knapp und kunstvoll formulierten Sprüche, die Gnomen, als herausragende Früchte der Weisheit der sieben Männer.
Nach dem Prolog des Ludus Septem Sapientum (Das Spiel der Sieben Weisen) des römischen Dichters Ausonius tritt ein Ludius (eine „lustige Person“) auf, der die bekannten Sprüche der Sieben Weisen aufzählt:
Delphis Solonem scripse fama est Atticum:

γνῶθι σεαυτόν, quod Latinum est: nosce te.

multi hoc Laconis esse Chilonis putant.

Spartane Chilon, sit tuum necne ambigunt,

quod iuxta fertur: ὅρα τέλος μακροῦ βίου,

finem intueri longae vitae qui iubes.

multi hoc Solonem dixe Croeso existimant.

et Pittacum dixisse fama est Lesbium:

γίγνωσκε καιρόν; tempus ut noris iubet.

sed καιρός iste tempestivum tempus est.

Bias Prieneus dixit: οἱ πλεῖστοι κακοί,

quod est Latinum: plures hominum sunt mali:

sed inperitos scito, quos dixit malos.

μελέτη τὸ πᾶν, Periandri id est Corinthii:

meditationem posse totum qui putat.

ἄριστον μέτρον esse dicit Lindius

Cleobulus; hoc est: optimus cunctis modus.

Thales sed ἐγγύα, πάρα δ’ ἄτα protulit.

Spondere qui nos, noxa quia praes est, vetat.

hoc nos monere faeneratis non placet.

dixi, recedam, legifer venit Solon.
In Delphi, heißt’s, schrieb Solon von Athen

γνῶθι σεαυτόν, zu deutsch: erkenne dich.

Doch manche meinen, dies sei Chilons Wort.

Spartaner Chilon, auch wird drum gestritten,

Ob dein der andre Spruch sei: ὅρα τέλος μακροῦ βίου,

den man dir zuschreibt, da du

Befiehlst, das Ende eines langen Lebens

Erst abzuwarten. Viele meinen auch,

Daß Solon dies zu Kroisos einst gesagt.

Doch Pittakos von Lesbos, heißt es, habe

Gesagt: γίγνωσκε καιρόν und ermahnt:

Erkenn die Zeit, – καιρός ist 'rechte Zeit'.

Und Bias von Priene sprach: οἱ πλεῖστοι κακοί,

das heißt auf Deutsch: die meisten Menschen

Sind schlecht; – versteh', die Toren nennt er schlecht. –

Und Periander aus Korinth: μελέτη τὸ πᾶν;

Bedacht, meint er, vermöge alles.

ἄριστον μέτρον lehrte Kleobulos

Aus Lindas, – deutsch: „Maß (ist) das Beste.“ (Ausspruch „Maßhalten ist das Beste“)

Und Thales sprach: ἐγγύα, πάρα δ’ ἄτα;

Er warnt vor Bürgschaft, da sie Schaden bringt.

Dem, der entleiht, mißfällt zwar diese Mahnung.

Ich hab’ gesprochen, trete ab; und Solon,

Der die Gesetze gab, tritt auf.
Unter anderem wurden folgende Sprüche sowohl im häuslichen als auch im öffentlichen Bereich gerne zitiert:
Thales
- Ἐγγύα πάρα δ’ ἄτα. Engýa pára d’ áta.

„Bürgschaft – schon ist Unheil da.“
- Nicht dein Äußeres schmücke, sondern sei schön in deinem Tun.
- Was du den Eltern Gutes tust, das erwarte selbst im Alter von deinen Kindern.
- Sei nicht faul, selbst wenn du Geld hast.
- Besser beneidet als bemitleidet.

Solon
- Μηδὲν ἄγαν. Mēdén ágan.

„Nichts im Übermaß!“
- Sitze nicht zu Gericht, sonst wirst du dem Verurteilten ein Feind sein.
- Fliehe die Lust, die Unlust gebiert.
- Hab nicht mehr Recht als deine Eltern.
- Lerne zu gehorchen und du wirst zu herrschen wissen.

Chilon
- Γνῶθι σεαυτόν. Gnṓthi seautón.

„Erkenne dich selbst!“
- Zu den Festen der Freunde geh langsam, zu ihrem Unglück schnell.
- Lass deine Zunge nicht deinem Verstand vorauslaufen.
- Beweg nicht beim Reden die Hand; das sieht aus, als wärst du verrückt.
- Bei Unrecht versöhn dich, bei Frechheit wehr dich.

Pittakos
- Γίγνωσκε καιρόν. Gígnōske kairón.

„Erkenne den rechten Zeitpunkt!“
- Was du vorhast, sage nicht; denn gelingt’s dir nicht, wirst du verlacht.
- Was du dem Nächsten verdenkst, tu selber nicht.
- Sprich nicht schlecht von deinem Freund und nicht gut von deinem Feind, denn solches wäre unlogisch.
- Zuverlässig ist das Land, unzuverlässig das Meer.

Bias
- Οἱ πλεῖστοι κακοί. Hoi pléistoi kakói.

„Die Meisten sind schlecht.“
- Sieh in den Spiegel: wenn du schön aussiehst, musst du auch Schönes tun; wenn hässlich, musst du den Mangel der Natur durch Edelsein ausgleichen.
- Geh langsam ans Werk; aber was du begonnen, bei dem harre aus.
- Gewinne durch Überredung, nicht durch Gewalt.
- Was du Gutes hast, schreib den Göttern zu, nicht dir.

Kleobulos
- Μέτρον ἄριστον. Métron áriston.

„Maß (bzw. Maßhalten) ist das Beste.“
- Viel hören und nicht viel reden.
- Den Gegner des Volks als Feind ansehen.
- Aus gleichem Stande heiraten; aus besserem Stand gewinnst du Herren, keine Verwandten.
- Im Glück nicht stolz, im Unglück nicht niedrig sein.

Periandros
- Μελέτη τὸ πᾶν. Melétē to pan.

„Alles ist Übung.“
- Die Lüste sind vergänglich, die Tugenden unsterblich.
- Schimpfe so, dass du schnell wieder Freund werden kannst.
- Halte dich an alte Gesetze, aber an frische Speisen.

## Plutarchs Gastmahl der Sieben Weisen
Der Weisheitsschatz der Sieben Weisen spielte in philosophischen Diskussionen über den besten Staat eine Rolle. Plutarch geht darauf in seinem Dialog Das Gastmahl der sieben Weisen ein:
Auf die Frage nach dem besten Staat antworteten die Sieben Weisen unterschiedlich:
1. Solon: „Der Staat, in dem ein Verbrecher genauso von allen, denen er nichts getan hat, wie von dem einen, dem er etwas getan hat, angeklagt und bestraft wird.“
2. Bias: „In dem alle das Gesetz wie einen Tyrannen fürchten.“
3. Thales: „Der weder allzu Reiche noch allzu Arme hat.“
4. Anacharsis: „In dem man alles andere gleich achtet, aber nach der Tugend den Vorzug und nach der Schlechtigkeit den Nachteil bemisst.“
5. Kleobulos: „Wo die Bürger einen Tadel mehr fürchten als das Gesetz.“
6. Pittakos: „Wo es weder möglich ist, dass die Schlechten herrschen, noch dass die Guten nicht herrschen.“
7. Chilon: „Der am meisten auf Gesetze, am wenigsten auf Redner hört.“

Auf die Frage nach dem besten Haus antworteten sechs der Sieben Weisen:
1. Solon: „Wo der Erwerb des Geldes keine Ungerechtigkeit, sein Bewachen kein Misstrauen, sein Ausgeben keine Reue bringt.“
2. Bias: „Wo der Herr von sich aus so ist wie draußen wegen der Gesetze.“
3. Thales: „Wo der Herr am meisten Muße haben kann.“
4. Kleobulos: „Wo der Herr mehr hat, die ihn lieben als die ihn fürchten.“
5. Pittakos: „Das nichts Überflüssiges begehrt und nichts Nötiges entbehrt.“
6. Chilon: „Das am meisten dem von einem König regierten Staat gleicht.“

## Rezeption
Die Überzeugung, dass eine optimale Staatslenkung des Rats von Weisen bedarf, hat sich bis in unsere Zeit gehalten. Die Bezeichnung Die (sieben) Weisen wird für Beratergremien unterschiedlicher Art verwendet. So beispielsweise den alljährlichen Bericht der „Wirtschaftsweisen“ in Deutschland. Ebenso in einem Schweizer Projekt der Expo.02 „Die sieben Weisen“ erhielt eine Gruppe von sieben Wissenschaftlern, Künstlern und Vertretern politischer Gremien den Auftrag, das Denken, Fühlen und Handeln von Schweizer Bürgern zu erforschen.